# Xiruana hirsuta
Xiruana hirsuta är en spindelart som först beskrevs av Cândido Firmino de Mello-Leitão 1938.  
Xiruana hirsuta ingår i släktet Xiruana och familjen spökspindlar. Inga underarter finns listade i Catalogue of Life.